# منشأة قاعدية جاذبية

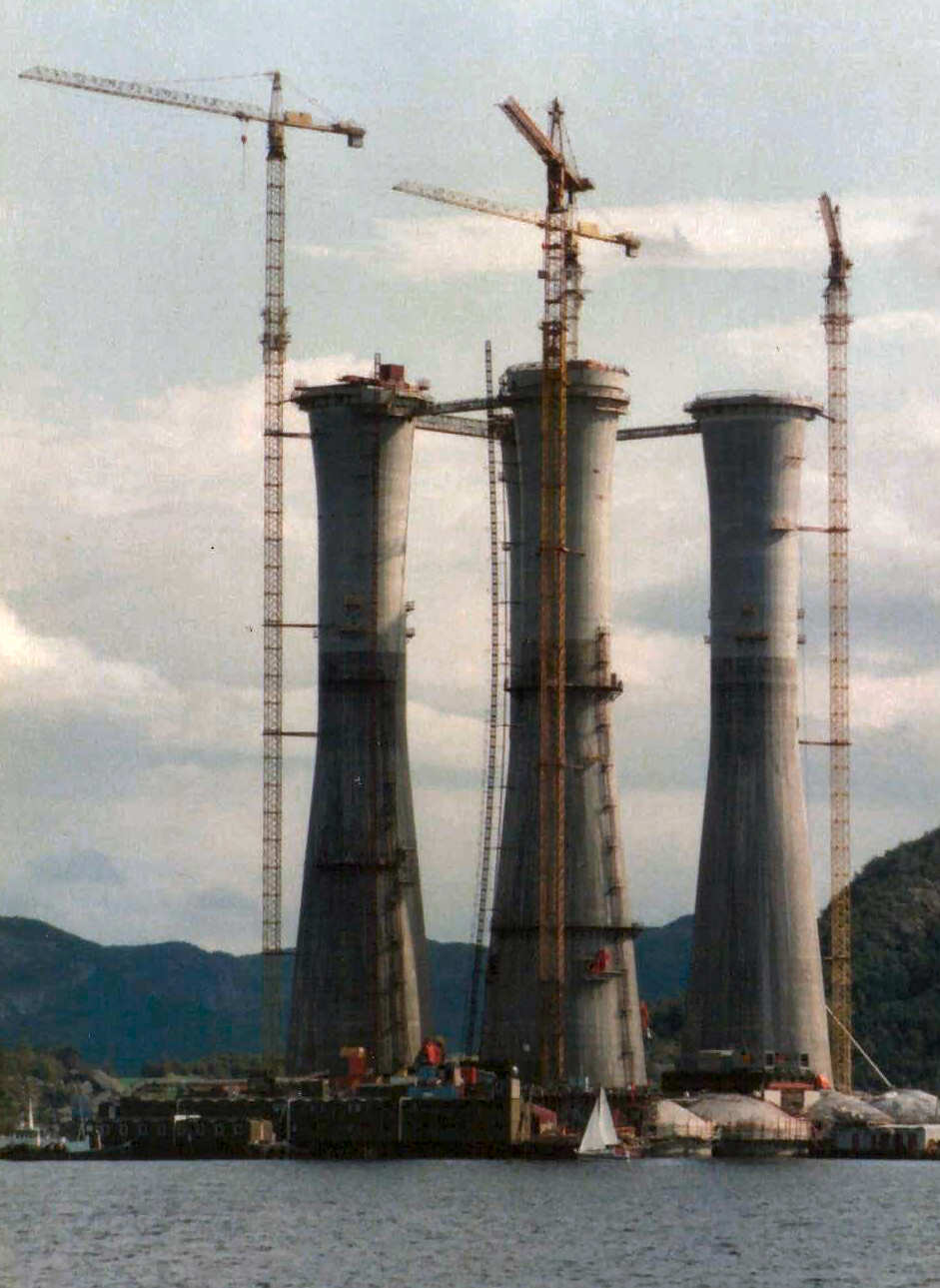
إنشاء Statfjord في النرويج ، وهي منشأة قاعدية جاذبية خرسانية. بعد انتهاء بنائها تجر بالرفاصات إلى موقعها وتغطس لتقف على قاع البحر.

منشأة قاعدية جاذبية  (بالإنجليزية: Gravity-based structure واختصارها GBS) هي بناء حامل يوضع في مكانه ويثبت على الأرض بالجاذبية . مثال على ذلك برج في البحر يحمل منصة نفط . تبنى تلك الأبراج عادة في فيورد حيث هدوء المياه والعمق المناسب للبحر . ومن الممكن بناء البرج من الفولاذ أو من الخرسانة المسلحة، وأحيانا تكون مزودة بخزانات وفراغات تستخدم في إنزالها في الموقع المخصص لمنصة نفط في عرض البحر .
بعد الانتهاء من بناء منشأة قاعدية جاذبية تأتي مرحلة جرها عائمة إلى موقع تشييد منصة النفط ثم تغطيسها معتدلة وتثبيتها على قاع البحر . وقبل ذلك تكون الدراسات الهندسية الجيولوجية للموقع قد تمت للتأكد من قدرة قاع البحر على تحمل الثقل المبني عليه .
كما تستخدم المنشآت القاعدية الجاذبية لتشييد عنفة رياح للاستفادة من طاقة الرياح في البحر. وحتى نهاية عام 2010 بنيت 14 حقل طاقة ريحية في البحار بطريقة المنشأة القاعدية الجاذبية. وتستخدم طريقة المنشأة القاعدية الجاذبية بصفة خاصة في أعماق أ:ثر عمقا من 20 متر. وأشد المنشآت القاعدية الجاذبية عمقا هو مزرعة الرياح تورنتون بانك 1 في بلجيكا ويصل عمق المزرعة نحو 28 متر . 
ومع تزايد الاقبال على تشييد مزارع الرياح في مناطق أكثر عمقا في البحار فإن تقنية المنشأة القاعدية الجاذبية تعتبر في مركز اقتصادي يمكنه منافسة طرق التشييد الأخرى.

## اقرأ أيضًا
- نفط بحر الشمال
- طاقة رياح